# 사리원청년역
사리원청년역(沙里院靑年驛)은 조선민주주의인민공화국 황해북도 사리원시에 위치한 평부선의 철도역이다. 
1906년 경의선 전구간 개통과 동시에 영업을 개시하였다. 개업 당시 역명은 사리원역이었으나, 1974년 조선민주주의인민공화국 당국에 의해 사리원청년역으로 개명되었다.
사리원청년역~해주항역 간 100.3km의 황해청년선이 본 역에서 평부선과 분기된다.